# إرنست بلاس
إرنست بلاس (بالألمانية: Ernst Blass) هو كاتب وشاعر ألماني، ولد في 17 أكتوبر 1890 في برلين في ألمانيا، وتوفي بنفس المكان في 23 يناير 1939.